# 1981 في السنغال
فيما يلي قوائم الأحداث التي وقعت خلال عام 1981 في السنغال.

## سياسة

### تعيين في المنصب
- 1 يناير – عبدو ضيوف رئيس السنغال.

## مواليد

### يناير
- 15 يناير – الحجي ضيوف لاعب كرة قدم سنغالي.
- 22 يناير – إبراهيما سونكو لاعب كرة قدم سنغالي.

### فبراير
- 5 فبراير – بابي ثياو لاعب كرة قدم سنغالي.

### أبريل
- 30 أبريل – أستو تراوري لاعبة كرة سلة سنغالية.

### مايو
- 15 مايو – باتريس إيفرا لاعب كرة قدم فرنسي.
- 17 مايو – محمد صقر لاعب كرة قدم قطري.

### أكتوبر
- 15 أكتوبر – باباكار كامارا لاعب كرة سلة سنغالي.

### نوفمبر
- 6 نوفمبر – فريدريك مندي لاعب كرة قدم سنغالي.
- 22 نوفمبر – باب سو لاعب كرة سلة سنغالي.

### ديسمبر
- 12 ديسمبر – ألاسان ندور لاعب كرة قدم سنغالي.
- 31 ديسمبر – مختار ندياي لاعب كرة قدم سنغالي.

## وفيات

### أغسطس
- 17 أغسطس – ميرياما با (مواليد 1929) كاتبة سنغالية.